# Roberto Galbiati
Roberto Galbiati (Cernusco sul Naviglio, 16 settembre 1957) è un allenatore di calcio ed ex calciatore italiano, di ruolo difensore.

## Carriera

### Giocatore

#### Club
Debuttò in Serie A nel campionato 1974-1975 con la maglia dell'Inter, scendendo in campo il 24 novembre 1974 nel pareggio 1-1 sul campo della Sampdoria. Dopo due stagioni a Milano con 18 presenze nella massima serie e 10 in Coppa Italia, passò nel Pescara, in Serie B, con cui conquistò la promozione in A giocando 38 gare. Tornato nell'élite del calcio italiano disputò 25 gare con la maglia degli abruzzesi per poi passare alla Fiorentina.

Galbiati (a destra) al Pescara nel 1978, assieme a Gaetano Scirea; con il collega di reparto Roberto Tricella all'epoca i tre fecero salire alla ribalta la loro città natale, Cernusco sul Naviglio, come il "paese dei liberi".

Con il club viola rimase per quattro stagioni, giocando 111 gare in A. Passò poi al Torino, per due anni, sempre in massima categoria, e nella stagione 1985-1986 vestì la maglia biancoceleste della Lazio, tra i cadetti.
Tornato a Firenze nel campionato 1986-1987, scese poi nuovamente di categoria spendendo i suoi ultimi anni d'attività in Serie C1, andando dapprima a giocare nel Prato e concludendo poi la carriera nello Spezia, nel campionato 1989-1990.
In carriera ha totalizzato complessivamente 254 presenze e due reti in serie A e 68 presenze e una rete in serie B.

#### Nazionale
Tra il 1976 e il 1980 fu convocato quindici volte nella Nazionale Under-21, con cui disputò 11 partite.

### Allenatore
Terminata l'attività di calciatore ha intrapreso quella di allenatore, iniziando dal settore giovanile della Fiorentina.
Nel corso della stagione 2005-2006 viene chiamato dalla Fortis Juventus, in Serie D, per sostituire Maurizio Cerasa. Contro ogni pronostico la squadra si piazza seconda a solo un punto dalla Fortis Spoleto, arrivando a giocarsi la semifinale nazionale play-off contro il Celano. Malgrado l'eliminazione contro gli abruzzesi la Fortis Juventus viene ugualmente contattata dalla Federazione per il ripescaggio in Serie C2, alla quale però deve rinunciare per motivi economici. L'annata seguente continua ad allenare i biancoverdi, ma per una polemica viene esonerato. Tuttavia, visti i risultati poco convincenti della formazione toscana, Galbiati viene richiamato a poche giornate dal termine e, grazie a un buon finale di campionato, riesce a giungere ai play-out contro l'Aglianese con il vantaggio della classifica; nella doppia sfida ottiene lo stesso risultato (1-1), permettendo alla Fortis di restare in Serie D.
Durante la stagione 2007-2008 ha allenato il Cecina, sempre nel massimo livello dilettantistico.
Nell'annata 2009-2010 torna ad allenare la Fortis Juventus per cercare di raggiungere la salvezza, che riesce a ottenere con una giornata d'anticipo; il 10 gennaio 2011 viene esonerato dalla panchina della squadra di Borgo San Lorenzo.

### Commentatore sportivo
È stato uno dei commentatori tecnici dell'emittente Sportitalia per le partite del Campionato Primavera. È anche uno degli opinionisti di Platinum Calcio sulla rete locale Italia 7 Toscana. È attualmente uno degli opinionisti di punta della pluripremiata trasmissione ‘A tutto gol’ su Toscana TV. Dal 2022 è anche autore di una propria rubrica televisiva intitolata ‘La lavagna di Mister Galbiati’

## Palmarès
- Promozione in Serie A: 1

Pescara: 1976-1977